# اتفاقية المساواة في الأجور
تهدف الاتفاقية رقم 100 الخاصة بمساواة العمال والعاملات في الأجر لدى تساوي قيمة العمل التي اعتمدها المؤتمر العام لمنظمة العمل الدولية إلى المساواة في الأجور مع التساوي في قيمة العمل بين الرجل والنساء.
يمكن للدول الأطراف أن تنفذ ذلك عن طريق سن تشريعات وإدخال نظام لتحديد الأجور أو القيام باتفاقات المفاوضة الجماعية وذلك يعتبر واحد من ثماني اتفاقات أساسية لمنظمة العمل الدولية.
| تاريخ الاعتماد | 29 يوليو 1951                                       |
| -------------- | --------------------------------------------------- |
| تاريخ التنفيذ  | 23 مايو 1953                                        |
| التصنيف        | المساواة في الأجور بين المرأة                       |
| الموضوع        | المساواة في الفرص والمغاملة                         |
| السابقة        | آلية تحديد الحد الادنى للأجور الزراعة واتفاقية 1951 |
| التالي         | الإجازات المدفوعة الأجر ( زراعة) , اتفاقية , 1952   |

## دول غير المُصدقة
لقد تصدق على الاتفاقية 173 من أصل 187 دولة في يونيو 2017. الدول الأعضاء في منظمة العمل الدولية التي لم تصدق على الاتفاقية هم :
- البحرين
- بروناي
- جزر كوك
- الكويت
- ليبيريا
- جزر مارشال
- ميانمار
- عمان
- بالاو
- قطر
- الصومال
- تونغا
- توفالو
- الولايات المتحدة

تم توسيع نطاق الاتفاقية من قِبل فرنسا لتشمل غيانا الفرنسية ، غوادلوب ، مارتينيك وريونيون . و مدت نيوزيلاند نطاق الاتفاقية إلى توكيلاو و في مملكة هولندا تم تمديدها لتشمل أروبا ، كوراسو، سان مارتين أو هولندا.